# 커먼 레일

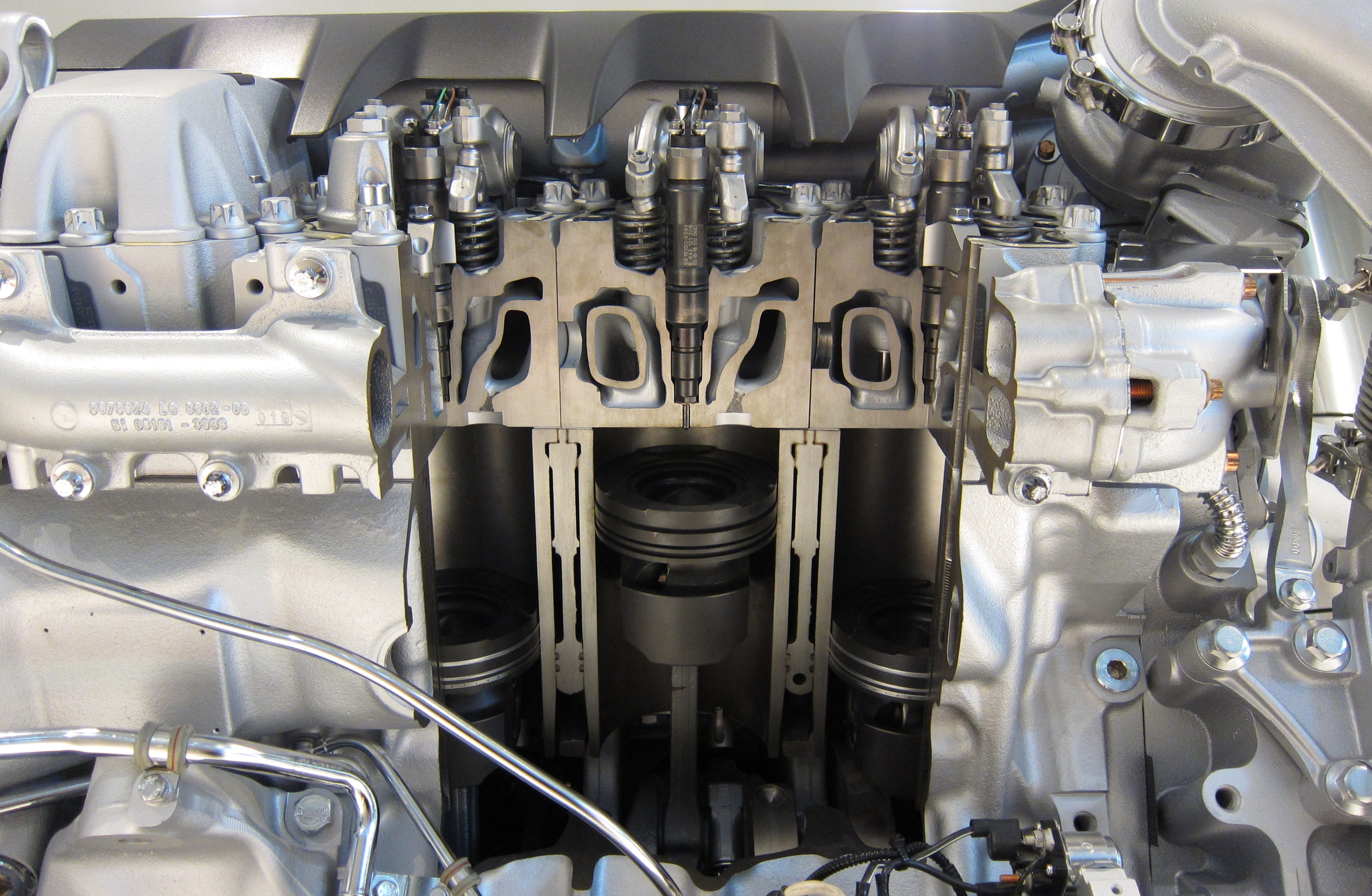
MAN V8 디젤 엔진에 장착된 디젤 연료 분사기

커먼 레일 직분사(영어: Common rail direct fuel injection, 약칭: CRDi)는 저압 연료 펌프가 유닛 인젝터 (또는 펌프 노즐)에 연료를 공급하는 것과는 달리, 고압 (2,000 bar or 200 MPa or 29,000 psi 이상) 연료 레일을 중심으로 구축된 직접 연료 분사 시스템이다. 고압 분사는 연료를 더 작은 방울로 더 많이 분사하여 표면적 대비 부피 비율을 훨씬 높여 이전의 저압 연료 분사에 비해 출력 및 연비 향상 효과를 제공한다. 이는 연료 방울 표면에서 기화가 개선되어 대기 산소와 기화된 연료가 더욱 효율적으로 결합하여 더욱 완전한 연소를 가능하게 한다.
커먼 레일 분사는 디젤 엔진에 널리 사용된다. 또한 가솔린 기관에 사용되는 휘발유 직접 분사 시스템의 기반이기도 하다.

## 역사

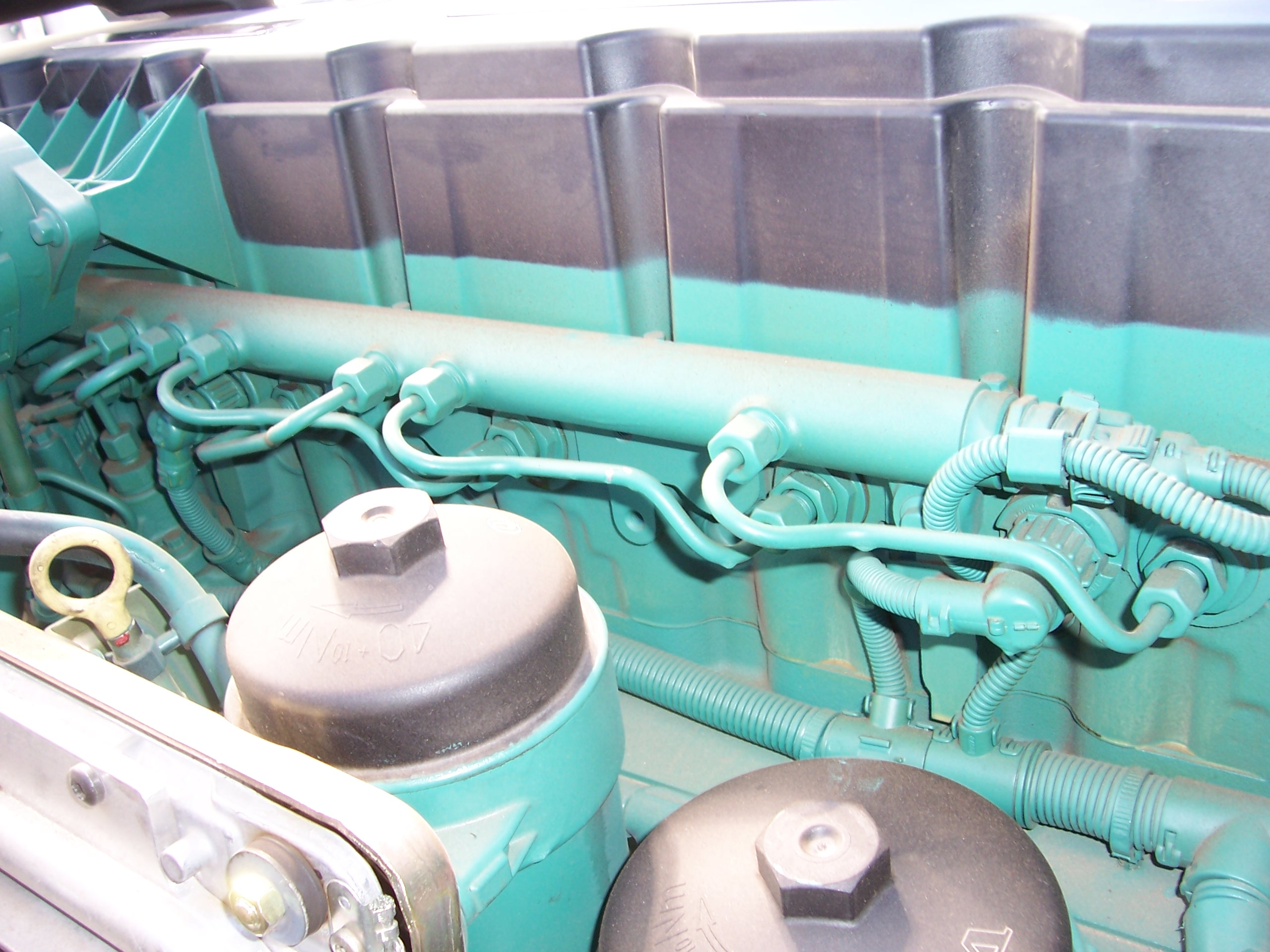
볼보 트럭 엔진의 커먼 레일 연료 시스템

1916년 빅커스는 G급 잠수함 엔진에 기계식 커먼 레일 시스템을 개척했다. 90° 회전할 때마다 4개의 플런저 펌프가 3,000 파운드 매 제곱인치 (210 bar; 21 MPa)의 일정한 분사 압력을 허용했으며, 분사 라인의 밸브에 의해 개별 실린더로의 연료 공급이 차단되었다. 1921년부터 1980년까지 독스포드 엔진은 대향 피스톤 해양 엔진에 커먼 레일 시스템을 사용했으며, 다중 실린더 왕복 연료 펌프가 약 600 바 (60 MPa; 8,700 psi)의 압력을 생성하고 연료는 축압기 병에 저장되었다. 압력 제어는 조절 가능한 펌프 토출 스트로크와 "스필 밸브"를 통해 이루어졌다. 캠축으로 작동하는 기계식 타이밍 밸브는 스프링 장착된 브라이스/CAV/루카스 분사기에 연료를 공급하는 데 사용되었으며, 이 분사기는 실린더 측면을 통해 피스톤 사이에 형성된 챔버로 분사했다. 초기 엔진은 두 쌍의 타이밍 캠을 가졌는데, 하나는 전진용이고 다른 하나는 후진용이었다. 후기 엔진은 실린더당 두 개의 분사기를 가졌으며, 최종 시리즈의 정압 터보차지 엔진은 네 개의 분사기를 장착했다. 이 시스템은 디젤과 중유 (130 °C에 가까운 온도로 가열된 600cSt) 모두의 분사에 사용되었다.
커먼 레일 엔진은 해양 및 기관차 분야에서 오랫동안 사용되어 왔다. 쿠퍼-베세머 GN-8 (약 1942년)은 유압식 커먼 레일 디젤 엔진의 한 예로, 수정된 커먼 레일이라고도 불린다.
자동차 엔진용 커먼 레일 시스템 프로토타입은 1960년대 후반 스위스의 로베르트 후버에 의해 개발되었으며, 이 기술은 취리히 스위스 연방 기술 연구소의 마르코 간서 박사(이후 1995년에 설립된 오버에게리의 간서-하이드로마그 AG)에 의해 더욱 발전되었다.
도로 차량에 사용된 최초의 커먼 레일 디젤 엔진은 동독 VEB IFA 모토렌베르케 노르트하우젠의 MN 106 엔진이었다. 이 엔진은 1985년 단일 IFA W50에 장착되었다. 자금 부족으로 인해 개발은 취소되었고 양산은 이루어지지 않았다.
커먼 레일이 적용된 최초의 성공적인 대량 생산 차량은 1995년 일본에서 판매되었다. 덴소의 이토 쇼헤이 박사와 미야키 마사히코는 히노 레인저 트럭에 장착된 ECD-U2 커먼 레일 시스템을 개발했다. 덴소는 1995년에 최초의 상업용 고압 커먼 레일 시스템을 선보였다고 주장한다.
현대의 커먼 레일 시스템은 엔진 제어 장치에 의해 제어되며, 기계식이 아닌 전기적으로 분사기를 제어한다. 1990년대에 마그네티 마렐리, 바리의 피아트 연구 센터 (Centro Ricerche Fiat) 및 엘라시스에서 시제품을 제작하고, 물리학자 마리오 리코 피아트 그룹이 추가 개발을 진행했다. 안타깝게도 당시 피아트는 재정적으로 어려움을 겪고 있었기 때문에 이 설계는 로베르트 보쉬 GmbH에 인수되어 개선 및 대량 생산되었다.  이 시스템을 사용한 최초의 승용차는 1997년 2.4L JTD 엔진을 장착한 알파 로메오 156이었고, 같은 해 메르세데스-벤츠는 W202 모델에 이를 도입했다. 2001년, 커먼 레일 분사는 쉐보레 실버라도 HD 및 GMC 시에라 HD에 사용된 6.6리터 듀라맥스 LB7 V8의 도입과 함께 픽업트럭에 적용되었다. 2003년에는 닷지와 커민스가 커먼 레일 엔진을 출시했고, 포드는 2008년에 6.4L 파워스트로크로 뒤를 이었다. 오늘날 거의 모든 비상업용 디젤 차량은 커먼 레일 시스템을 사용한다.

## 응용 분야
커먼 레일 시스템은 도시형 자동차 (피아트 판다 등)부터 이그제큐티브 카 (아우디 A8 등)에 이르는 모든 유형의 디젤 엔진 로드 카에 적합하다. 현대 커먼 레일 시스템의 주요 공급업체는 보쉬, 델파이 테크놀로지스, 덴소, 지멘스 VDO (현재 콘티넨탈 AG 소유)이다.

## 사용된 약어 및 브랜드

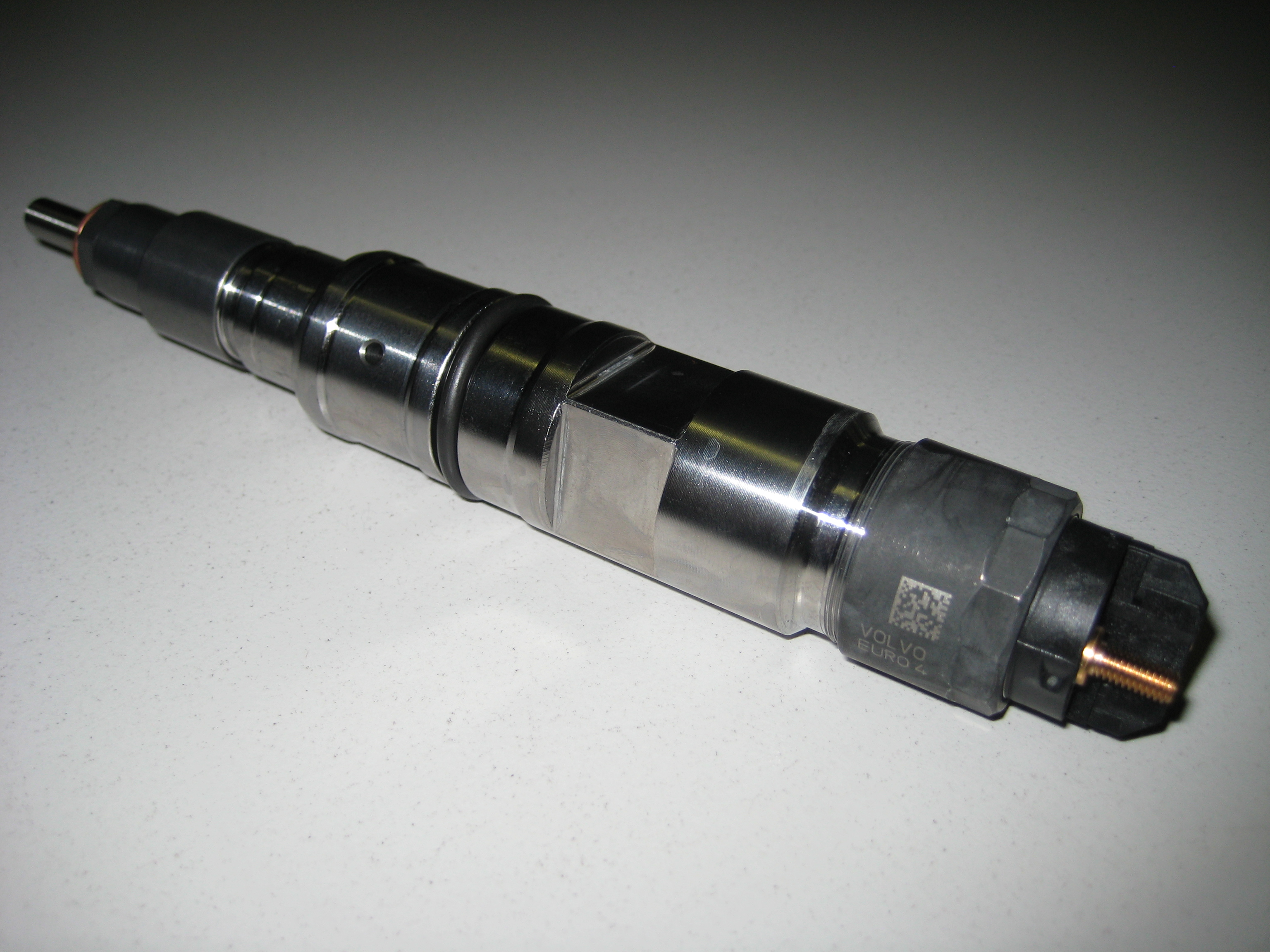
볼보 트럭 엔진의 보쉬 커먼 레일 디젤 연료 분사기

자동차 제조업체들은 자체 브랜드 이름을 사용하여 커먼 레일 엔진을 지칭한다:
- 아쇼크 레이랜드: CRS (U 트럭 및 E4 버스에 사용)
- 아우디: TDI, BiTDi ("Bi"는 바이터보를 의미)
- BMW 그룹 (BMW 및 미니): d (랜드로버 프리랜더에서 TD4로, 로버 75 및 MG ZT에서 CDT 및 CDTi로도 사용), D 및 SD
- 크라이슬러 CRD
- 시트로엥: HDi, e-HDi 및 BlueHDi
- 커민스 및 스카니아: XPI (합작 투자로 개발)
- 커민스: CCR (커민스 펌프, 보쉬 분사기)
- 다임러: CDI
- 피아트 그룹 (피아트, 알파 로메오 및 란차): JTD (MultiJet, JTDm으로도 브랜드화되며, 공급업체에 따라 TDi, CDTi, TCDi, TiD, TTiD, DDiS 및 QuadraJet으로도 불림)
- 포드 모터 컴퍼니: TDCi (Duratorq 및 파워스트로크) 및 EcoBlue Diesel
- GM: VCDi (VM 모토리로부터 라이선스), Duramax Diesel, Diesel 및 CTDI
- 혼다: i-CTDI 및 i-DTEC
- 현대, 기아 및 제네시스: CRDi
- IKCO: EFD
- 이스즈 자동차: iTEQ, Ddi 및 DI TURBO
- 재규어 자동차: d
- 지프: CRD' 및 '
- 고마쓰 제작소: Tier3, Tier4, 4D95 및 상위 HPCR-시리즈
- 랜드로버: TD4, eD4, SD4, TD6, TDV6, SDV6, TDV8, SDV8
- 렉서스: d (예: 450d 및 220d)
- 마힌드라: CRDe, m2DiCR, mEagle, mHawk, mFalcon 및 mPower (Trucks)
- 마세라티: Diesel
- 마쓰다: MZR-CD 및 Skyactiv-D (일부 MZR-CD 엔진은 포드와 PSA 푸조 시트로엥 합작 투자로 제조) 및 이전 DiTD
- 메르세데스-벤츠: CDI 및 d
- 미쓰비시 자동차공업: Di-D
- 닛산 자동차: DDTi
- 오펠/복스홀: DTI, CDTI, BiTurbo CDTI, CRI, Turbo D 및 BiTurbo D
- 포르쉐: Diesel
- 프로톤: SCDi
- PSA 그룹 (푸조, 시트로엥 및 DS): HDi, e-HDi 또는 BlueHDi (포드와의 합작 투자로 개발) – PSA HDi 엔진 참조
- 르노, 다치아 및 닛산: dCi 및 에코디젤BLUEdCi (인피니티는 르노-닛산 얼라이언스의 일부로 일부 dCi 엔진을 d로 브랜드화하여 사용)
- 사브: TiD (2.2 터보 디젤 엔진도 "TiD"라고 불렸지만, 커먼 레일은 없었다) 및 TTiD 이중 "T"는 트윈 터보를 의미
- KG모빌리티(구. 쌍용자동차): XDi, eXDI, XVT 또는 D
- 스바루: TD, D 또는 BOXER DIESEL (2008년 1월 현재)
- 스즈키: DDiS
- 타타 자동차: 2.2 VTT DiCOR (사파리와 같은 대형 SUV 클래스에 사용), VARICOR (사파리 스톰, 아리아 및 헥사와 같은 대형 SUV 클래스에 사용), 1.05 Revotorq CR3 (티아고 및 티고르에 사용), 1.5 Revotorq CR05 (넥슨 및 알트로즈에 사용), 1.4 CR4 (인디카, 인디고에 사용), 3.0 CR4 (수모 골드에 사용), 1.3 Quadrajet (피아트에서 공급하며 인디카 비스타, 인디고 만자 및 제스트에 사용), 2.0 Kryotec (피아트에서 공급하며 SUV 해리어 및 신형 사파리에 사용), 3.3 L Turbotronn 및 5L Turbotronn (M&HCV 트럭에 사용).
- 토요타 자동차: D4-D
- 폭스바겐 그룹 (폭스바겐, 아우디, 세아트 및 스코다): TDI (최신 모델은 이전의 유닛 인젝터 엔진과 달리 커먼 레일을 사용). 벤틀리는 벤테이가 디젤을 단순히 디젤이라고 부름
- 볼보: D, D2, D3, D4 및 D5 엔진 (일부는 포드와 PSA 푸조 시트로엥에서 제조), 볼보 펜타 D-시리즈 엔진

## 원리

커먼 레일 시스템 다이어그램

솔레노이드 또는 압전기 밸브는 연료 분사 시간과 양에 대한 정교한 전자 제어를 가능하게 하며, 커먼 레일 기술이 제공하는 더 높은 압력은 더 나은 연료 분무를 제공한다. 엔진 소음을 줄이기 위해 엔진의 전자 제어 장치는 주 분사 이벤트 직전에 소량의 디젤을 분사("파일럿" 분사)하여 폭발성과 진동을 줄이고, 연료 품질, 냉간 시동 등의 변화에 따라 분사 타이밍과 양을 최적화할 수 있다. 일부 고급 커먼 레일 연료 시스템은 스트로크당 최대 5회 분사를 수행한다.
커먼 레일 엔진은 주변 온도에 따라 예열 시간이 매우 짧거나 전혀 필요하지 않으며, 구형 시스템에 비해 엔진 소음과 배기가스 배출량이 적다.
디젤 엔진은 역사적으로 다양한 형태의 연료 분사를 사용해 왔다. 두 가지 일반적인 유형으로는 유닛 분사 시스템과 분배기/인라인 펌프 시스템이 있다. 이러한 구형 시스템은 정확한 연료량 및 분사 타이밍 제어를 제공하지만, 여러 요인에 의해 제한된다.
- 캠 구동 방식이며, 분사 압력이 엔진 속도에 비례한다. 이는 일반적으로 가장 높은 분사 압력은 가장 높은 엔진 속도에서만 달성할 수 있고, 엔진 속도가 감소함에 따라 달성 가능한 최대 분사 압력이 감소한다는 것을 의미한다. 이 관계는 커먼 레일 시스템에 사용되는 모든 펌프에서도 마찬가지이다. 유닛 또는 분배기 시스템의 경우 분사 압력은 축압기가 없는 단일 펌핑 이벤트의 순간 압력과 연결되어 있으므로 이 관계가 더욱 두드러지고 문제가 된다.
- 단일 연소 이벤트 동안 명령할 수 있는 분사 이벤트의 수와 타이밍이 제한된다. 이러한 구형 시스템에서도 여러 분사 이벤트가 가능하지만, 이를 달성하는 것은 훨씬 더 어렵고 비용이 많이 든다.
- 일반적인 분배기/인라인 시스템의 경우, 분사 시작은 미리 정해진 압력(종종 팝 압력이라고 함)에서 발생하고 미리 정해진 압력에서 끝난다. 이러한 특성은 실린더 헤드의 "멍청한" 분사기에서 비롯되며, 이 분사기는 분사기 플런저에 가해지는 스프링 예압에 의해 결정되는 압력에서 열리고 닫힌다. 분사기 내부의 압력이 미리 정해진 수준에 도달하면 플런저가 들리고 분사가 시작된다.

커먼 레일 시스템에서는 고압 펌프가 최대 2,000 바 (200 MPa; 29,000 psi) 이상의 고압 연료 저장소를 저장한다. "커먼 레일"이라는 용어는 모든 연료 분사기가 고압으로 연료가 저장되는 압력 축압기에 불과한 공통 연료 레일에 의해 공급된다는 사실을 나타낸다. 이 축압기는 여러 연료 분사기에 고압 연료를 공급한다. 이는 고압 펌프의 목적을 단순화하여 목표 압력(기계적 또는 전자적으로 제어됨)만 유지하면 된다. 연료 분사기는 일반적으로 엔진 제어 장치 (ECU)에 의해 제어된다. 연료 분사기가 전기적으로 활성화되면 유압 밸브(노즐과 플런저로 구성)가 기계적 또는 유압적으로 열리고 연료가 원하는 압력으로 실린더에 분사된다. 연료 압력 에너지는 원격으로 저장되고 분사기가 전기적으로 작동하므로, 분사 시작 및 끝에서의 분사 압력은 축압기(레일)의 압력에 매우 가까워 사각형 분사율을 생성한다. 축압기, 펌프 및 배관이 적절하게 크기가 지정되면 여러 분사 이벤트 각각에 대해 분사 압력과 속도가 동일하게 된다.
3세대 커먼 레일 디젤은 이제 향상된 정밀도를 위해 압전기 분사기를 특징으로 하며, 연료 압력은 2,500 bar (250 MPa; 36,000 psi)에 이른다.